# Enric Clarasó
Enric Clarasó i Daudí (Sant Feliu del Racó, 1857 - Barcelona, 1941) fue un escultor español.

## Biografía

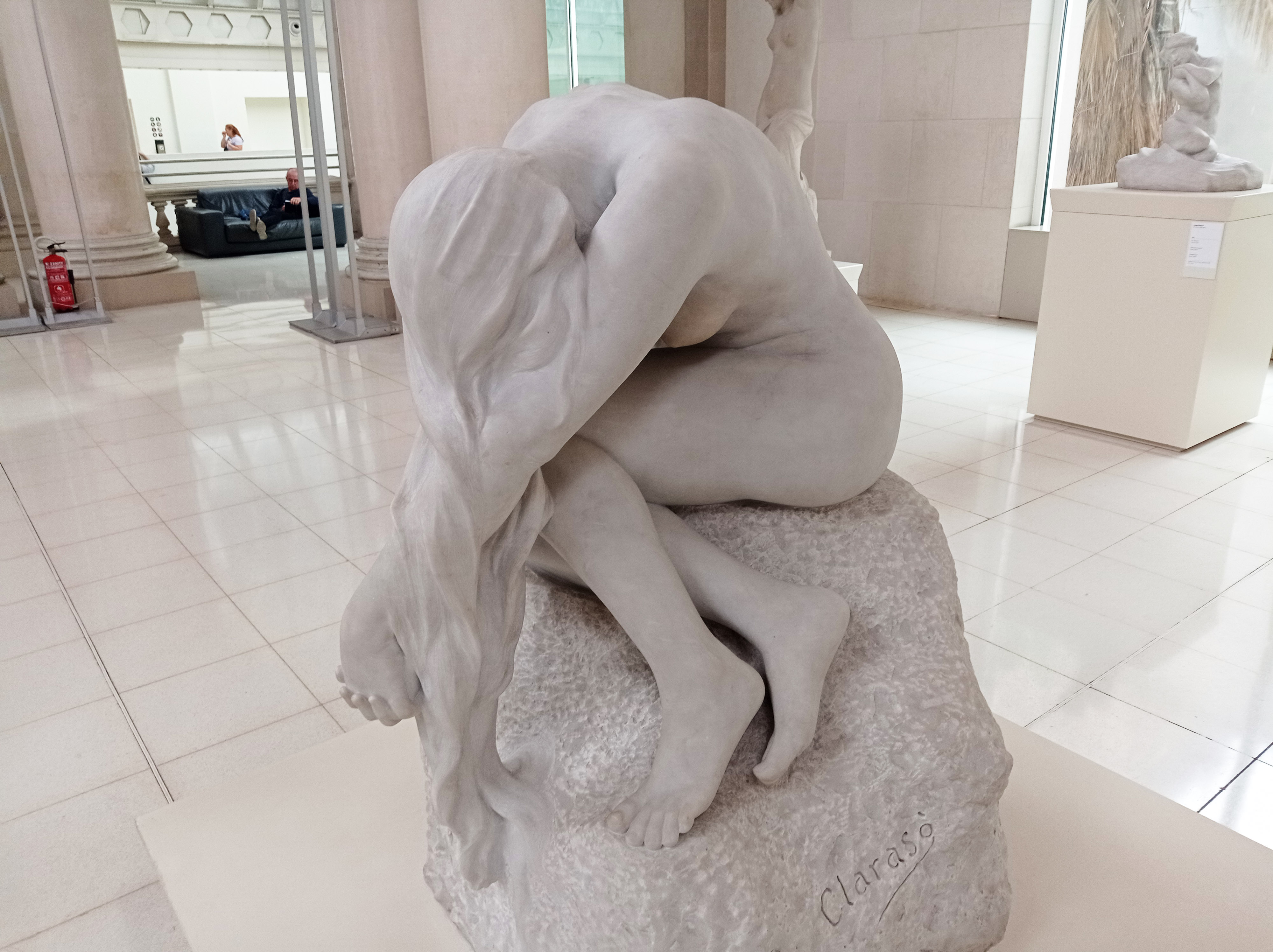
Eva (1904), Museo Nacional de Arte de Cataluña

Tuvo como maestro al escultor Joan Roig i Solé, en la Escuela de Bellas Artes de Barcelona. Compartió taller, primero con el pintor Carbonell Selva y más tarde con Santiago Rusiñol, con quien le unió una gran amistad, junto con Ramón Casas, formaron un trío muy conocido dentro de la bohemia barcelonesa de principios del siglo XX, hicieron numerosas exposiciones juntos en la Sala Parés, también gracias a las tertulias que organizaban se creó el famoso Museo Cau Ferrat de Sitges.
Sus primeras obras, tienen un carácter de realismo anecdótico, después de pasar una temporada en París, su escultura se transformó en formas más sensitivas, calificándose como un artista modernista.
Participó en 1892 en la Exposición Nacional de Madrid, en la Exposición Mundial Colombina de Chicago (1893), en 1888 en la Exposición Universal de Barcelona y obtuvo una medalla de oro en la Exposición Universal de París (1900).
Hizo escultura funeraria, teniendo realizados panteones en los cementerios de Barcelona y Zaragoza.

## Obras destacadas
- 1890 Retrato femenino. Museo Nacional de Arte de Cataluña. Barcelona
- 1890 Silé
- 1890 Els dos amics
- 1890 Un bacus modern
- 1891 Resignación. Museo Víctor Balaguer
- 1896 Forjador. Museo Cau Ferrat de Sitges
- 1900 Memento Homo. Medalla de oro en París
- 1904 Eva. Museo Nacional de Arte de Cataluña. Barcelona
- 1927 Monumento a Jaime I. Palma de Mallorca

## Galería

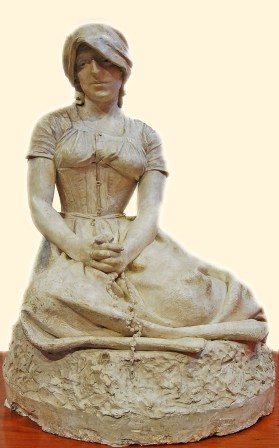
Resignación, Museo Víctor Balaguer.
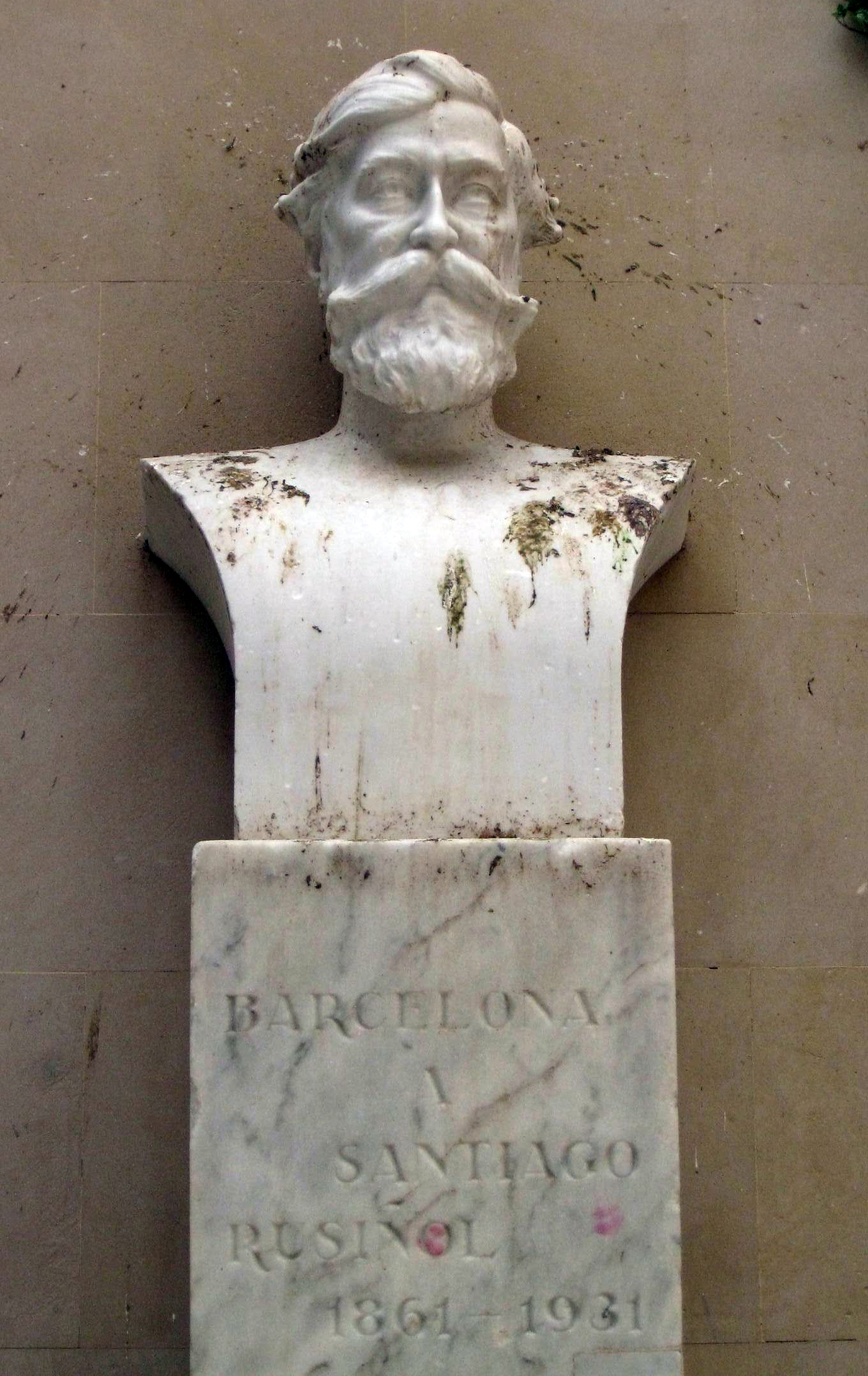
A Santiago Rusiñol, plaza de La Puntual, Barcelona (1935).
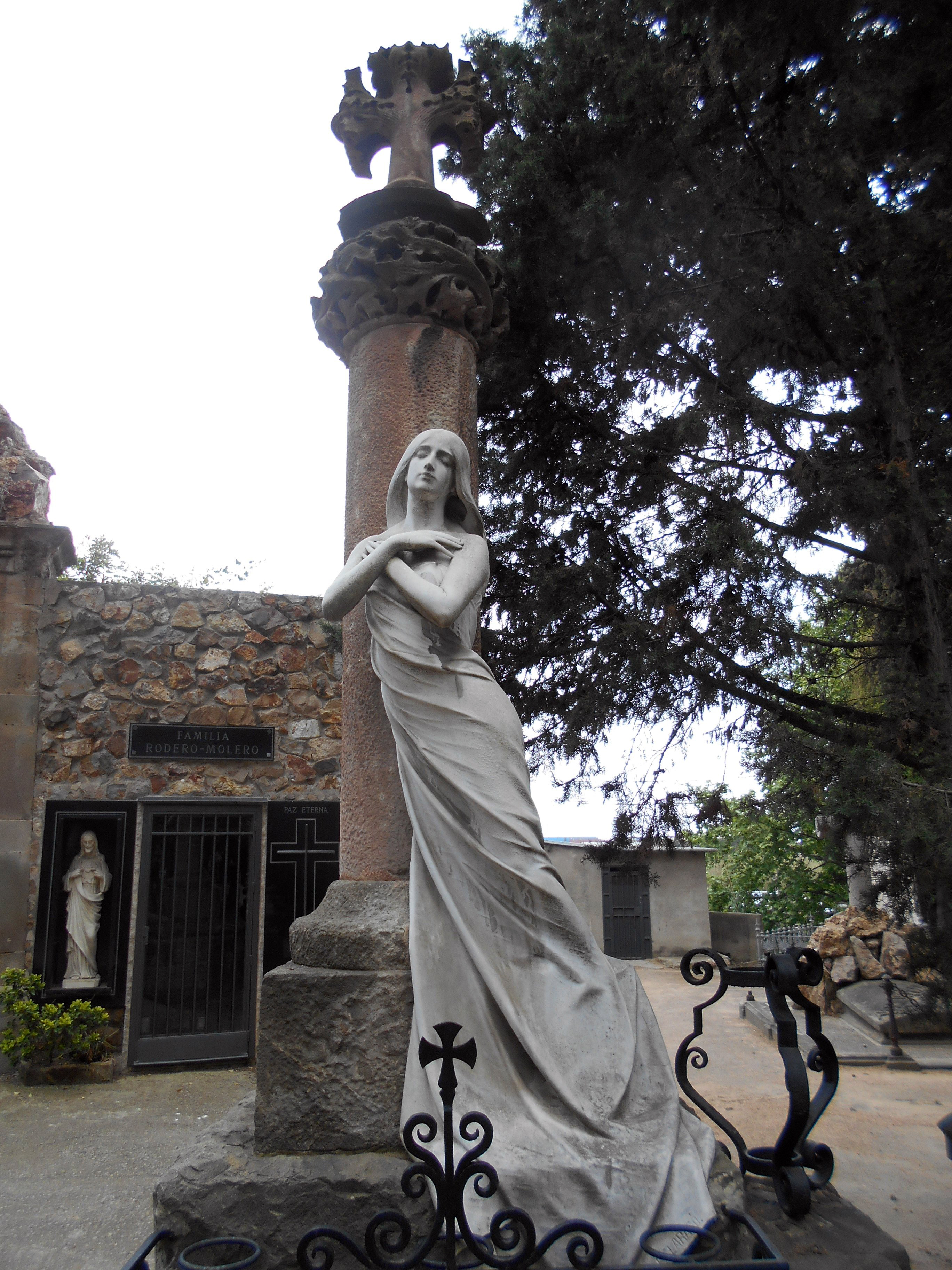
Sepultura Leal Da Rosa, cementerio de Montjuic (1903).
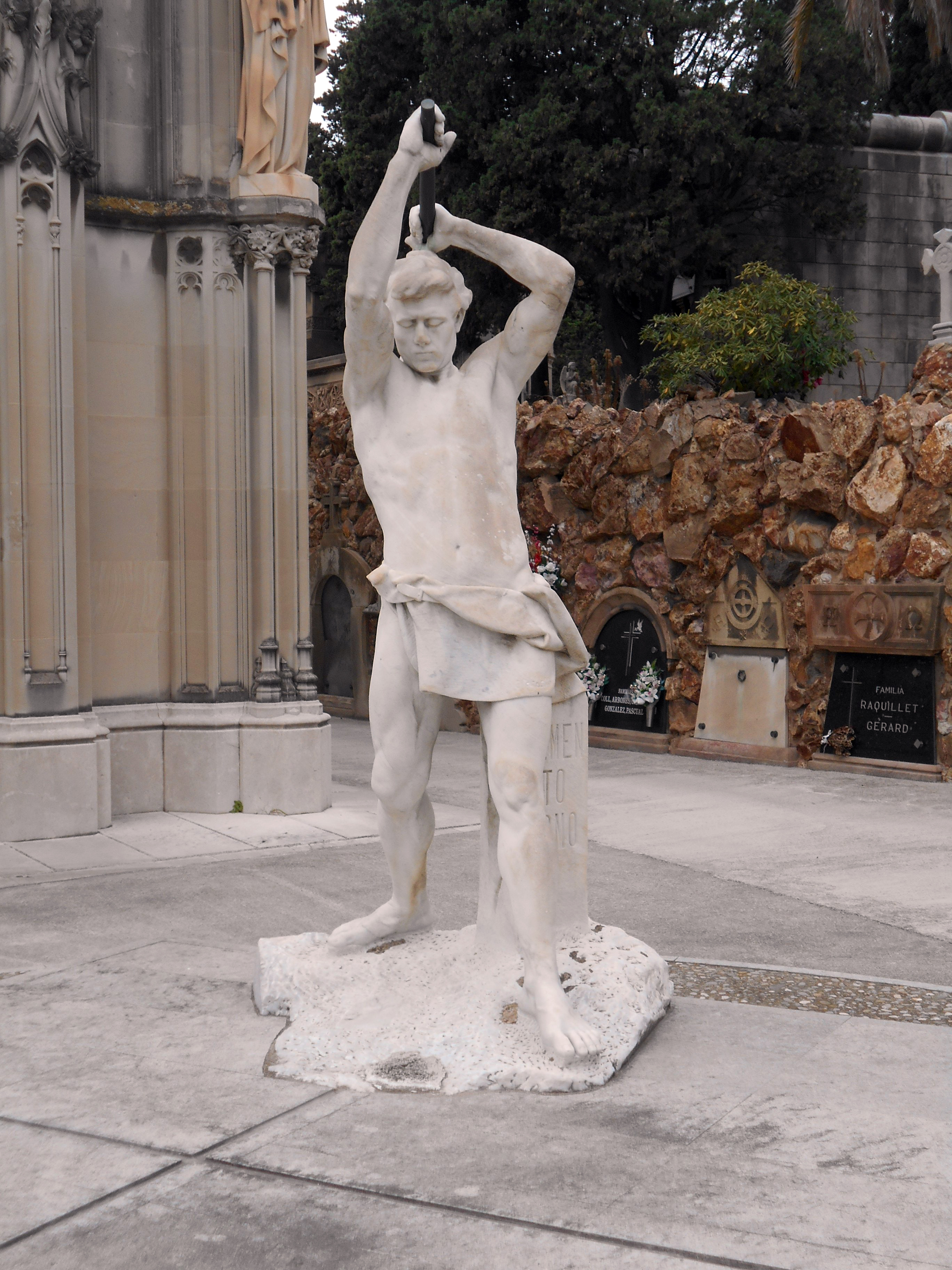
Sepultura Vial Solsona, cementerio de Montjuic (1902).
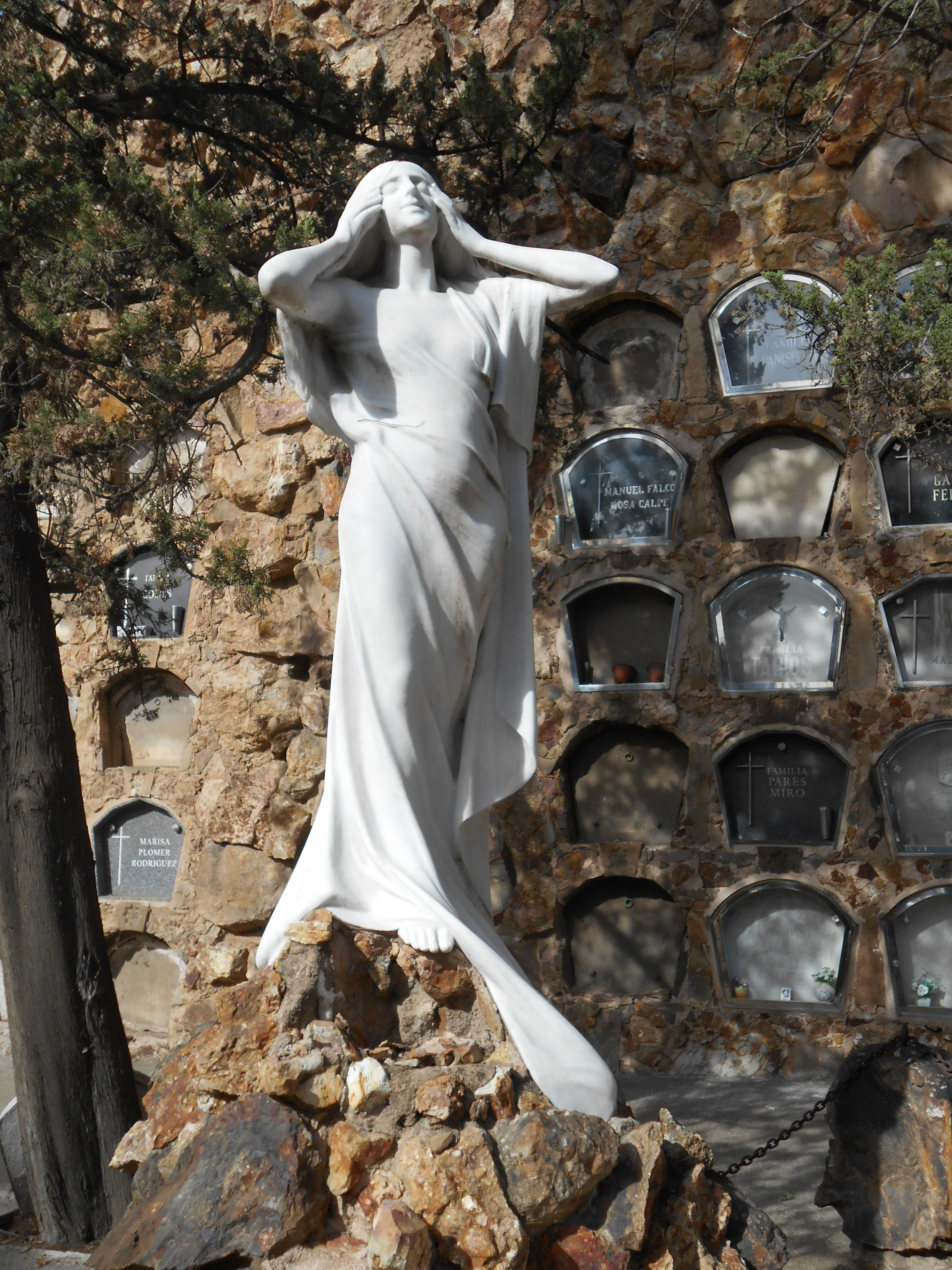
Sepultura Jaume Brutau, cementerio de Montjuic (1920).
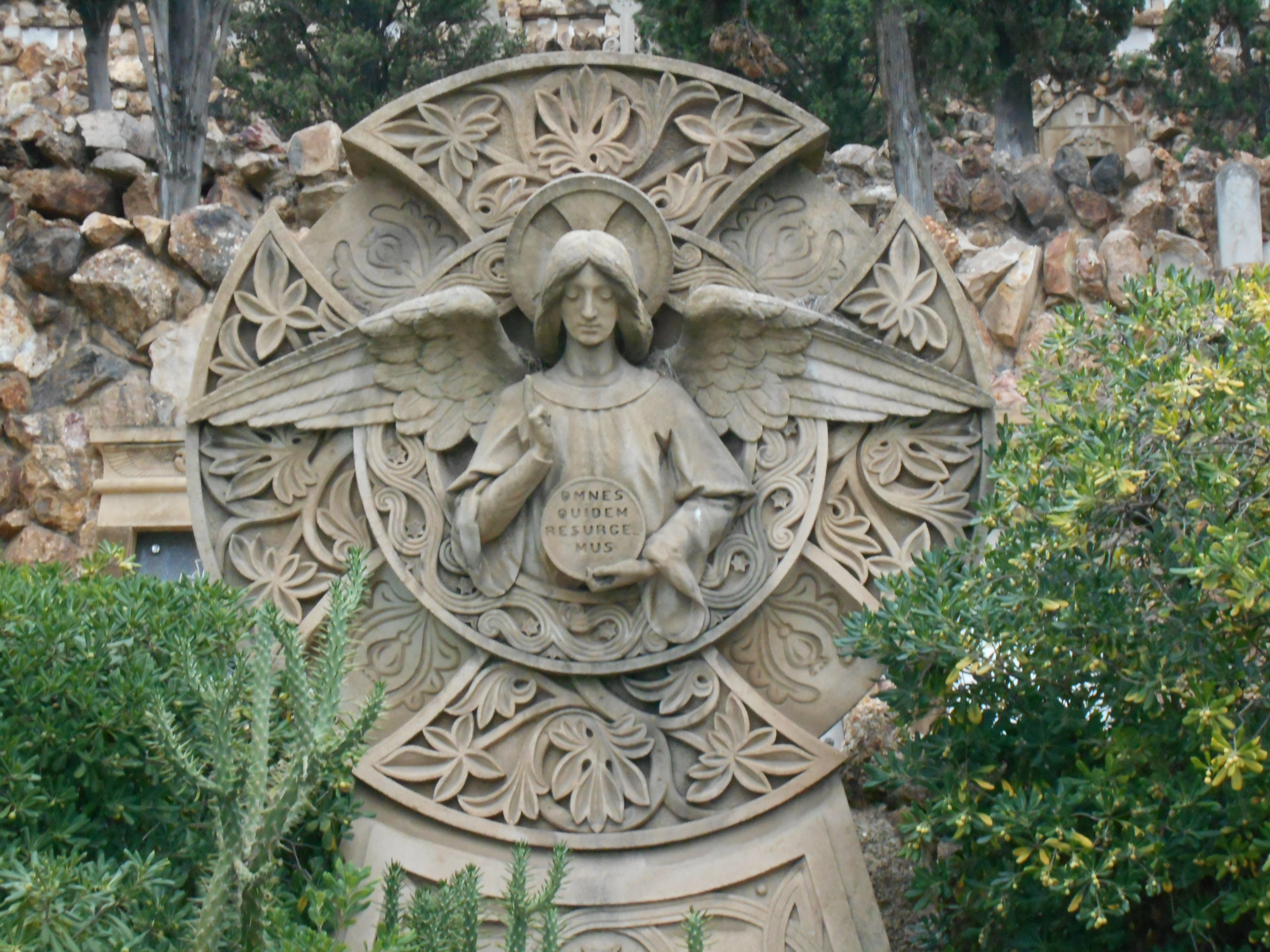
Sepultura Monegal, cementerio de Montjuic (1894).
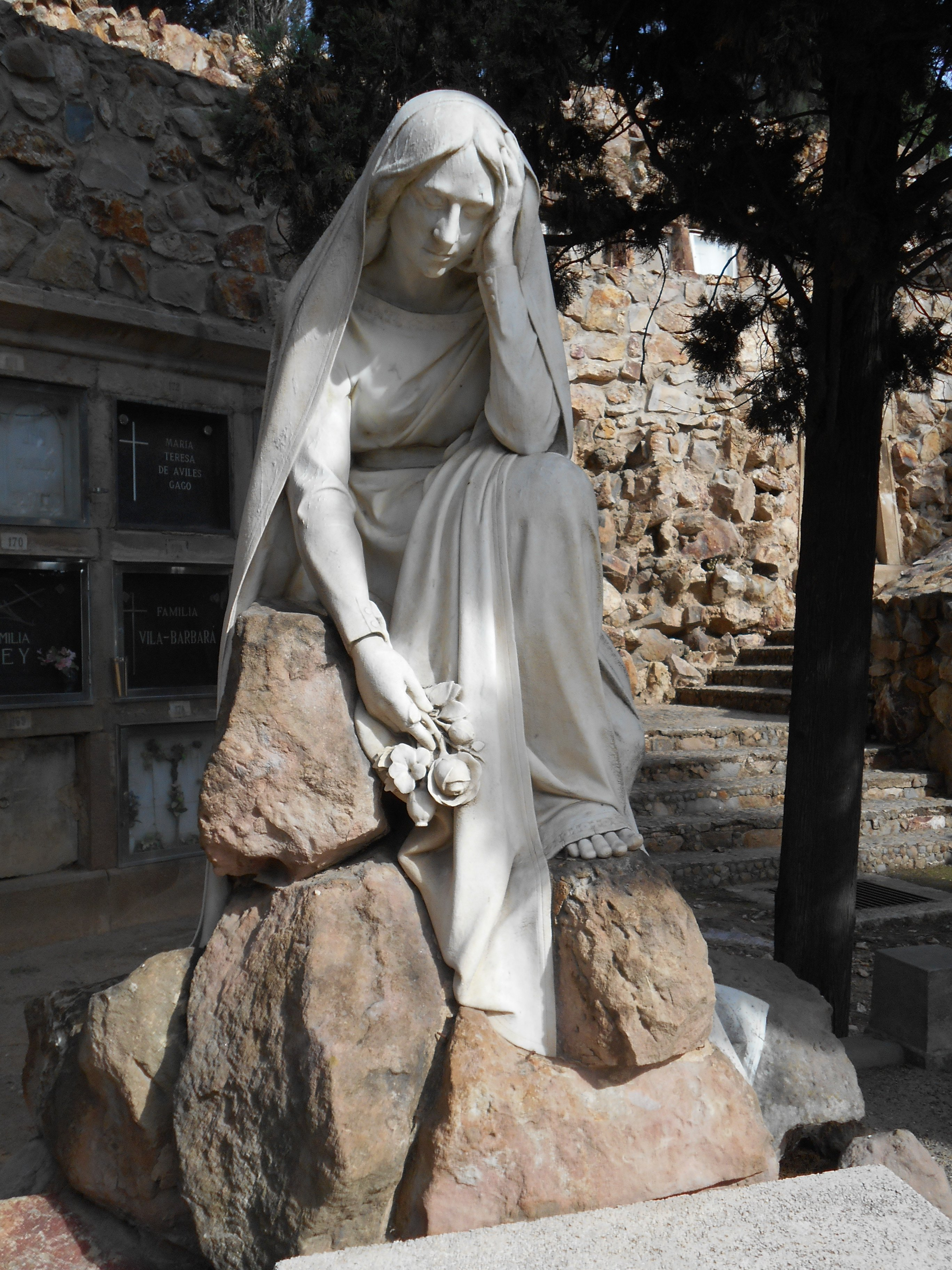
Sepultura Ernest Niquet, cementerio de Montjuic (1895).